# سوبر أتش أكس إيروس
سوبر أتش إكسيروس (باليابانية : ド級編隊エグゼロス تُنطق باليابانية : دوكيو هنتاي إيجُزيلوزو، و تترجم بالعربية حرفياً : " تشكيل المدرعة أتش إكسيروس " .) كلمة أتش أكسيروس مكونة مقطعين الأول هو أتش H و التي هي أختصاراً لكلمة هنتاي اليابانية و التي تعني الإنحراف أو الشذوذ و الكلمة الثانية هي إيروس التي تشير لإله الحب و الشهوة في الميثلوجيا الإغريقية إيروس الذي يمثل الشهوة و الغريزة الجنسية و هي عبارة عن سلسلة أنمي ومانغا يابانية من تأليف ورسم المانغاكا ريوما كيتادا و تم نشر المانغا في مجلة جمب سكوير التابعة لعملاق النشر الياباني شوئيشا بدئاً من شهر مايو عام 2017 حتّي فبراير عام 2021 و تم جمع المانغا في 12 مجلد تانكوبون و حصلت شركة سيفن سيز إنترتينمنت حقوق نشر المانغا في أمريكا الشمالية بترجمة باللغة الإنجليزية .و تم الإعلان عن سلسلة أنمي مكون من 12 حلقة من أنتاج استديو بروجيكت نو.9 تم عرضهم في موسم صيف 2020 في الفترة من 4 يوليو 2020 حتّي 26 سبتمبر 2020 .

## القصة
في يوم من الأيام تم غزو كوكب الأرض من قبل نوع غير معروف من الفضائيين تُدعى "الكيسيتشو" (باليابانية : キセイ蟲 تُنطق باليابانية : كيستشو) و هي نوع من الحشرات التي تقوم بسرقة الطاقة الجنسية أو طاقة الشهوة و التي تسمي بالإتش أنرجي ( باليابانية H-エネルギー تُنطق باليابانية إتشي إيرنرجي ) من البشر بهدف العيش و التطور لأشكال أقوى و لكن الشخص الذي تُسلب منه طاقه الشهوة يفقد الرغبة في الحياة في محاولة لإنقاذ البشرية. و لإنقاذ الأرض من تهديد الكائنات الفضائية ، انضم فتى المدرسة الثانوية يدعي ريتو إنجو إلى فريق "إتش أكسيروس " ، بعد أن كون شراكة مع أربع فتيات جميلات في المدرسة الثانوية ، أحدهن صديقة طفولته التي تسمي بكريرا هوشينو. ومع ذلك ، اتضح أن كريرا قد تعرضت لهجوم من قِبل الكسيتشو في صغرها لذا غيرت شخصيتها بشكل جذري ، مما أدى إلى انقطاع العلاقة بين صديقي الطفولة و جعلها ترفض أن يقترب منها أي فتي لذا سُميت بالعذراء الحديدية لكن لكي تنتقم من الكيستشو قررت كيرارا أن تنضم لفريق الإتش أكيزوس لتقوم بوضع حد لغزو الكسيتشو لكوكب الأرض بشكل نهائي فهل سيتمكن فريق الأتش أكسيروس من هزيمة الكيستشو و أنهاء غزوهم

## الشخصيات

### الشخصيات الأساسية
- ريتّو إينجو (باليابانية : 炎城 烈人 يُنطق باليابانية : إينجو ليتّو؟)

أداء صوتي: يوشيتسوغو ماتسوؤكا
ريتّو هو طالب في السنة الثانية بالمرحلة الثانوية يعيش في مدينة سايتاما. انضم إلى فريق الإكسيروس الخارقون بناءً على توصية من عمه غون بعد أن تعرضت صديقة طفولته كيرارا هوشينو ، للهجوم من قبل الكيستشو عندما كانا أطفالًا. على الرغم من الخلاف بينهما في أعقاب هجوم الكيستشو ، إلا أنه لا يزال يشعر بمشاعر تجاهها فبالتي هو يريد الإنتقام من الكسيتشو بأي شكل لأنهم هم من حالوا دونه هو و حبيبته كيرارا .
- كيرارا هوشينو (باليابانية : 星乃 雲母 تُنطق باليابانية : هوشينو كيلالا؟)

أداء صوتي: أي كاكوما
كيرارا هي صديقة طفولة ريتّو. عندما كانت طفلة كانت تحب القضاء الوقت مع ريتو لكن تغيرت كيرارا بعد أن تعرضت للهجوم من قبل الكيستشو ، لدرجة أنها تتجنب الأولاد بشكل عام لذا سُميت بالعذراء الحديدية . على الرغم من ذلك ، فإنها لا تزال تحتفظ بمشاعر حب تجاه ريتو
- موموكا موموزونو (باليابانية : 桃園 百花 تُنطق باليابانية : موموزونو موموكا؟).

أداء صوتي: سايوري ياهاغي
موموكا هي فتاة نشطة ورياضية ، لكنها تعاني من عُقدة من صدرها الصغير انضمت موموكا إلى فريق الإكسيروس بفضل تنافسها مع أختها الكبرى ، وهي عارضة أزياء. ألمحت إلى أن لديها مشاعر تجاه ريتو
- سورا تينكوجي (باليابانية : 天空寺 宙 تُنطق باليابانية : تينكوجي سولا؟)

أداء صوتي: يوكي كواهارا
سورا هي فتاة لطيفة و لكنها تسير في نومها و بالتالي تُخطيء و تنام أحيانًا في سرير ريتو و تحب رسم المانجا المثيرة. و هي زميلة لأخت ريتو الصغرى هيرو.
- مايهيممي شيرايوكي (باليابانية : 白雪 舞姫 تُنطق باليابانية : شيرايوكي مايهيمي؟)

أداء صوتي: آي كايانو
مايهيمي هي فتاة ودودة تعتقدُ أنها لا تملك أي قدرات خاصة. و علي الرغم من ذلك ، فإن طاقتها الشهوانية أقوى بكثير مما تعتقد.و تذهب إلى مدرسة للبنات فقط

### الشخصيات الثانوية
- غو أنّو ( باليابانية : 庵野 丈 يُنطق باليابانية : أنّو غو )

أداء صوتي : شينيتشيرو ميكي  
غو هو عم ريتو ، يعمل في فرع سايتاما التابع للقوة الدفاع عن الأرض كرئيس لقسم أبطال الأكسيروس .
- تشاتشا ( باليابانية : チャチャ )

أداء صوتي : نيكيكا أوموري
تشاتشا هي نوع من انواع الحشرات و هي ابنة الملكة البكر. على عكس الأعضاء الآخرين من بني جلدتها ، فإن تشاتشا قادرة على إطلاق الفيرومونات التي تسهل على الآخرين الشعور بالطاقة الشهوانية. على هذا النحو ، فهي محتقرة وسجينة من قبل بني جنسها و لديها القدرة علي التشكل بأي شكل تريده .
- رونبا أو رومبا أو رُنبا ( باليابانية :ルンバ )

أداء صوتي : دايسوكي كيشيو
هو جرو يعيش في منزل ريتو و يعشق الطعام و يهرع نحو الطعام حيثما يوجد و أحيانًا يقوم بلحس الفتيات في صدورهن أو فرجهن .

- شيكو موراسامي ( باليابانية : 叢雨紫子 و يُنطق باليابانية : موراسامي شيكو )

أداء صوتي : لين 
شيكو هي واحدة من أعضاء من فريق أبطال الأكسيروس التي تعمل في فرع طوكيو. بفضل معداتها من الأكسيرو ، لديها جسم غير حساس للغاية. لقد وقعت في حب ريتّو بعد أن ساعدها في إطلاق طاقتها الشهوانية بينما كان في وضع الوحش.
- مونيا واكاكوسا ( باليابانية : 若草 萌萎 و يُنطق باليابانية : واكاكوسا مونيا )

أداء صوتي : ناتسومي تاكاموري
مونيا هي واحدة من أعضاء من فريق أبطال الأكسيروس التي تعمل في فرع طوكيو. تذهب إلى نفس المدرسة الإعدادية مثل موموكا.
- توما تايغا ( باليابانية : 大河 橙馬 و يُنطق باليابانية : تاغيا توما )

أداء صوتي : أياكا أوهاشي
توما هو واحد من أعضاء فريق أبطال الأكسيروس الذي يعمل في فرع طوكيو من المعجبين بريتّو ، لديه مظهر مُخنث .
- يونا إيتشوجي ( باليابانية : 銀杏木 よな و يُنطق باليابانية : إيتشوجي يونا )

أداء صوتي  يوكي تاكادا
يونا هي واحدة من أعضاء من فريق أبطال الأكسيروس التي تعمل في فرع طوكيو.
- هيرو إينجو ( باليابانية : 炎城 緋色 و يُنطق باليابانية : إينجو هيرو )

أداء صوتي : أميري سوياما الحلقة . 11
هيرو هي شقيقة ريتو الصغرى. هي زميلة سورا في المدرسة .
- الراوي ( باليابانية ナレーション يُنطق باليابانية : ناريشون )

أداء صوتي : ريكيا كوياما

## الميديا

### المانغا
تم نشر سوبر أتش أكس إكسيروس، من قبل المانغاكا ريوما كيتادا، في مجلة جامب سكوير تابعة لشركة النشر اليابانية شويشا و ذلك في الفترة بين ٢ مايو ٢٠١٧ إلى ٤ فبراير ٢٠٢١ . و أعلن كيتادا أن السلسلة سوف تستمر بشكل ما في المستقبل.  جمعت شويشا المانغا في اثني عشر مجلدًا تانكوبون ، والتي تم إصدارها في الفترة بين 4 سبتمبر 2017 إلى 4 مارس 2021.  تمكنت شركة سفين سيز إنترتينمنت من الحصول على حقوق نشر المانغا في أمريكا الشمالية باللغة الإنجليزية

### قائمة مجلدات المانغا
| ترتيب المجلد | تاريخ الإصدار | الرقم التعريفي الدولي للكتاب                            |
| 1            | 4 سبتمبر 2017 | (ردمك 978-4-08-881247-2)                                |
| 2            | 4 ديسمبر 2017 | (ردمك 978-4-08-881296-0)                                |
| 3            | 2 مارس 2018   | (ردمك 978-4-08-881366-0)                                |
| 4            | 4 يوليو 2018  | (ردمك 978-4-08-881519-0)                                |
| 5            | 2 نوفمبر 2018 | (ردمك 978-4-08-881631-9)                                |
| 6            | 4 مارس 2019   | (ردمك 978-4-08-881774-3)                                |
| 7            | 4 سبتمبر 2019 | (ردمك 978-4-08-881247-2)                                |
| 8            | 1 نوفمبر 2019 | (ردمك 978-4-08-882112-2) (ردمك 978-4-08-882156-6) (أ.خ) |
| 9            | 4 مارس 2020   | (ردمك 978-1-63858-682-1)                                |
| 10           | 3 يوليو 2020  | (ردمك 978-1-63858-804-7)                                |
| 11           | 4 نوفمبر 2020 | (ردمك 978-4-08-882480-2) (ردمك 978-4-08-908393-2) (أ.خ) |
| 12           | 4 مارس 2021   | (ردمك 978-4-08-882588-5) (ردمك 978-4-08-908394-9) (أ.خ) |

### أنمي
تم الإعلان عن تحويل المانغا إلي مسلسل أنمي متلفز و ذلك في 25 أكتوبر 2019.  و عمل استديو بروجيكت نو 9 على أنتاج السلسلة ، و عمل ماساتو جينبو على تأليف و أخرج السلسلة ، و عمل على أكيتومو ياماموتو تصميم للشخصيات، وقام جين من مجموعة باستيد روز Busted Rose الموسيقية بتأليف الموسيقى التصويرية .  و تم بثه في الفترة من 4 يوليو 2020 إلى 26 سبتمبر 2020، على قناة طوكيو MX وقنوات أخرى.  و الشارة الافتتاحية هي ، "Wake Up Hx ERO!" بالعربية : استيقظ(يا) أكسيزرو ، بواسطة فرقة الروك بارنوت سيندرومس Burnout Syndromes، و أنضم لهم يوشيتسوجو ماتسوكا الذي أدى دور الشخصية الرئيسية ريتو إنجو. و شارة النهاية هي Lost emotion بالعربية : "العاطفة المفقودة"، غناء آي كاكوما التي أدت كيرارا هوشينو. استمر المسلسل لمدة 12 حلقة . 
حصلت شركة أنميبليكس الأمريكية على حقوق نشر السلسلة في الولايات المتحدة و شمال أمريكا . قامت شركة Funimation ببث نسخة خاضعة للرقابة على منصتها .  في 4 سبتمبر 2020، أعلنت شركة فنمينشن أنه سيتم دبلجة السلسلة باللغة الإنجليزية، و تم عرضه لأول مرة في نفس اليوم .  بعد استحواذ سوني على كرانشي رول ، تم نقل السلسلة إلى حصريًا على منصة كرانشي رول . 

#### قائمة الحلقات
| ترتيب الحلقات | عنوان الحلقة بالعربية       | عنوان الحلقة باليابانية | تاريخ بث الحلقة |
| --- | --------------------------- | ----------------------- | --------------- |
| 1 | في هذا العالم المليء بالنور | 光満ちるこのセカイで    | 4 يوليو 2020    |
| يخطط الغزاة الفضائيون الذين يطلق عليهم الكيسيتشو للقضاء تدريجيا على البشرية عن طريق استنزاف طاقة الشهوة أو طاقة الأتش أو طاقة الرغبة الجنسية ، و ذلك لمنع البشرية من التكاثر . بينما تلوح هذه القضية في الأفق على المجتمع ، يكتشف ريتو إنجو أن صديقة طفولته ، كيرارا هوشينو ، قد انعزلت عن العالم بعد تجربة مؤلمة و سميت بالعذراء الحديدية ، فأصبح ريتو قلق على صديقة طفولته . فيتحدث إليها لأول مرة منذ سنوات عديدة ، لكن علاقته الصخرية لم تتغير. فيشعر ريتو بالإحباط بسبب هذا ولكنه يصادف نفس الكيسيتشو التي هاجمت كيرارا منذ سنوت و كانت السبب في تحول كيرارا لهذه الشخصية المنعزلة في طريقه إلى المنزل من المدرسة. ينفجر غضبًا عندما يرى الناس يستنزفون من طاقتهم الشهوة و يفقدون حيويتهم ، مما يجعله يرغب بالثأر من الكيسيتشو و يعزم على قتالهم و بعد معركة محتدمة يتمكن ريتّو بمساعدة كيرارا من القضاء على الكيسيتشو ... |                             |                         |                 |
| 2 | تشكيل إكسيزروس              | 結成、エグゼロス        | 11 يوليو 2020   |
| يطلب فريق أتش إكسيزروس من كيرارا الانضمام إلى مجموعة الأبطال في ستاياما التي تقاتل ضد الكيسيتشو ، لكنها تقاوم فكرة العيش مع ريتّو وأعضاء الفريق الآخرين في نفس المنزل ، حتى لو كان ذلك لحماية الأرض. لا يمكنها قبول حقيقة أنها تمتلك قوى شهوانية هائلة وترفض عرضهم للانضمام إلى المجموعة. يطلب جو أنو ، رئيس فريق أتش إكسيزروس فرع سايتاما من ريتو إقناعها مرة أخرى ، لكن ريتو يعرف عن تجربة كيرارا المؤلمة مع الكيسيتشو في الماضي ، ويبذل قصارى جهده لاحترام قرارها. في هذه الأثناء ، يخطط أحد الكيسيتشو مهاجمة مدرستهم الثانوية ! فتهزم كيرارا الكيستشو مستعملة قواها و تعتذر لزميلها الذي طلب منها أن يخرج معها في موعد مسبقًا |                             |                         |                 |
| 3 | تأثير الفراشة               | バタフライエフェクト    | 18 يوليو 2020   |
| تنضم كيرارا إلى الفريق لتصبح الإيكس الصفراء لكنها لم تكن تملك قوة الشهوة الكافية لأطلاق إمكاناتها الكاملة في اللحظات الحرجة فتسمح للكيسيتشو بالهروب. السبب في استمرار فشل كيرارا هو عدم كفاية طاقة الشهوة لديها . فتقوم موموكا موموزونو الإيكس الوردية ، توبخها بقولها ، "إذا كنتِ تريدِ أن تصبحِ بطلة ، فعليكِ التفكير في الأشياء المثيرة كل يوم !" لكن كيرارا غير قادرة على التخلص من خجلها مما يجعل موموكا تغضب منها. على ما يبدو ، هناك سبب يجعل موموكا مشغولة جدًا بمأزق كيرارا و ذلك لأن صدر كيرارا أكبر من صدرها تحاول موموكا إيجاد طريقة ما لجعل صدرها ينمو عن طريق استعمال حليب الصويا لكنها نامت في المغطس إلي أن ثملت بتأثير حليب الصويا فأتي ريتّو و اخرجها من الحمام بينما كانت فتتذكر موموكا سبب إنضمامها للفريق بأي شكل ممكن ... فتفكر كيرارا بشأن خطة لجعلها تشحذ قوة الشهوة عن طريق شراء ملابس مثيرة و تنام مع ريتو و بعد ذلك تتمكن شحذ قوة شهوة كبيرة و تتمكن من هزيمة الكيسيتشو و قتلها بضربة واحدة |                             |                         |                 |
| 4 | بياض الثلج و ألوان السماء   | 白雪姫と宙の色          | 25 يوليو 2020   |
| مايهيمي شيرايوكي هي فتاة لديها شخصية لطيفة و لكنها لا تجيد ممارسة الرياضة و ذلك لأنها تعاني من مشكلة فأن صدرها كبير و جسمها يتفجر أنوثة . نظرًا لقوة الشهوة الكبيرة المخبأة بداخلها ، تم اختيارها كعضوة في فريق الإكسيزيروس لتصبح الإيكس البيضاء ، لكنها ظلت منزعجة من افتقارها لنقاط القوة. و يظهر كيسيتشو في مدرستها الثانوية المخصصة للفتيات فقط فأخذت مايهيمي تفكر كيف ستقف في وجه الأعداء الذين يتحكمون في مخالبهم و يمتصون قوتها من ناحية أخرى ، فإن سورا تينكوجي ، المعروفة أيضًا باسم الإيكسي الزرقاء تقوم بمواجهة الكيسيتشو و تمسك بسورا عندها تقرر مايهيمي أنها لن تصبح عبء ثقيل على أصدقائها بعد الآن و تتحول و تهاجم الكيسيتشو و تتمكن من هزيمتها ، و نعرف أن سورا لديها هواية لا تريد أن تخبر الآخرين بها و هي أنها تكتب مانغا للبالغين و بالطبع تسللت كيرارا وراء سورا و عرفت حقيقتها و اتفقتا بأنها لن تخبر الجميع . |                             |                         |                 |
| 5 | صعود إكسيزروس               | エグゼロス・ライジング  | 1 أغسطس 2020    |
| يندفع ريتو والفريق إلى عش الكيسيتشو لإنقاذ كيرارا التي اختطفها الكيسيتشو أثناء المعركة. في هذه الأثناء ، تستعمل كيرارا قوتها للهرب من العدو وتتجول في العش حيث قابلت أميرة الكيسيتشو تشاتشا و التي تم حبسها في مكان ما في أسفل نقطة في العش بسبب طفرة تسببت في اختلافها عن بقية الكيسيتشو الأخريات. فتريد تشاتشا منع بني جلدتها من تدمير البشرية ، و تخطط للهروب من العش برفقة كيرارا. بالنهاية يصل ريتو و بقية الفريق إلى العش ويهزمون كل الكيسيتشو واحدًة تلو الأخرى و نتيجة الطاقة الناتجة من القتال تم تدمير العش و ظلت الفتيات تبحثن عن ريتو و بالنهاية عثرن عليه رفقة تشاتشا التي أتخذت هيئة كيرارا و هما مستلقيان على الأرض عاريين تمامًا مما جعل بقية الفتيات تحمرن من هذا الموقف الحرج. |                             |                         |                 |
| 6 | زميلة السكن الجديدة (؟)     | 新たな同居人（؟）       | 8 أغسطس 2020    |
| تذهب تشا تشا رفقة أبطالنا و تنضم إليهم كعضوة جديدة في الفريق و تعيش معهم ، تتحدث مع ريتّو لكي تعثر على مصدر طاقة الشهوة الموجودة داخله و بالتالي تستعمل قوتها فتستحوذ على ريتّو، و تبدأ بالتجول في المنزل و تقابل كل من ماهيمي و موموكا و سورا لتساعدهم في تحفيز و شحذ قوة الشهوة داخلهم و بالطبع هذا يجعل ريتّو يتخيل أنه يداعبهم في النهاية ، ينتهي بها الأمر بالاستحمام مع كيرارا ، و لا تشعر كيرارا أن ريتّو متواجد معهم في الحمام و نظرا لقدرات تشا تشا ، يغمى على كيرارا المحترقة. عندما تدرك تشا تشا أن شريكة ريتّو المفضلة هي كيرارا ، تهمس فيه هذه هي فرصته الآن و تحاول أن تجعله يفعل ما يحلو له بجسدها . بالنهاية يرفض ريتّو أن يقيم علاقة جنسية مع كيرارا بهذه الطريقة إنه يريد أن يحصل عليها بمجهوده أي بأن يجعلها تحبه كما يحبها و بالتالي ستمنحه نفسها بكل رضا و بالتالي تمكن من إزالة تأثير قوة تشاتشا تأثير فيعود ريتّو و تشاتشا لطبيعتهما و عندما تدرك كيرارا حقيقة ما حدث تضرب كل من ريتّو و تشاتشا بقوة و بعد ذلك تهاجم كيرار إحدي الكيشتشو و تدمرها لكنها تصاب بسائلها الذي يشبه المني نوعًا ما و تخدر به فيأتي كل من ريتّو و تشاتشا لإعطائها ملابس عوض عن التي تمزقت في المعركة ليجد كيرارا بحالة ليست طبيعية فيأخذها للمقر الفريق و يتصل بعمه ليخبره بما حصل و يعرف من السبب وراء ما جري لها و يؤكد له عمه أن ما حصل ليس له ضرر لكن حصلت العديد من الأمور الغريبة حيث في الصباح كانت تلاحقه لكي يسير معها و تنظر له في المدرسة مما جعل زملائهم في الفصل يشعرون بالغرابة ناحيتها حتى في حصل التربية البدنية قفزت على ظهره و أخذها لمكتب الممرضة ليعرف لما تتصرف بهذا الشكل الغريب يعرف ريتّو أن ما حصل لكيرارا هو تبدل شخصيتها بكيرارا القديمة حيث قال أنه هذا يعجبه نوعًا ما لكنه يريد أن تعود كيرارا لسجيته و بعد دقائق أنتهى مفعول تأثير بقايا جثة الكيستشو و عادت كيرارا لطبيعتها و عادت لفناء لأستكمال بقية حصة التربية البدنية لاحقًا يتلقى أنو جو مكالمة مفادها أن هناك فريق آخر في طوكيو يحارب الكيسيتشو |                             |                         |                 |
| 7 | لعبة زيرو                   | XEROゲーム              | 15 أغسطس 2020   |
| في الآونة الأخيرة ، في مدينة سايتاما ، كان هناك الكثير من الناس الذين تأخروا لأنهم لا يستطيعون الاستيقاظ في الصباح ، و أصبحت هذه مشكلة اجتماعية. بناء على نصيحة تشاتشا ، يدرك أبطالنا أن السبب يرجع إلى قدرات الكيسيتشو جينمو ، ويتتبعون مكان اختبائها وشرعوا في إبادتها. يصل إلى برج الراديو المهجور حيث يختبئ ، لكن جينمو تفاجئه و ترسله إلي عالم الأحلام. في حلم مليء بالأوهام ، و بالنهاية سيتمكن ريتّو من الاستيقاظ وهزيمة جينيمو بعد أن نال مساعدة من شيكو و مونيا من فريق طوكيو |                             |                         |                 |
| 7.5 | تقرير إكسزيروس              | エグゼロス・レポート    | 22 أغسطس 2020   |
| تعاني كيرارا من هلوسة حيث ترى فتاة تشبها تمامًا تطلق على نفسها كيرارا المظلمة ، و هو الجانب المظلم من شخصيتها ، في شكل طفولتها. تقول كيرارا المظلمة أن هدفها الأول كسر الحاجز بين ريتّو و كيرارا و جعلهما يصبحان حبيبين . في البداية ، لا تستمع كيرارا لغرورها المتداخل ، و لكن بعد رؤية شيكو تحاول جذب أنتباه ريتّو لها فلم تعد الأولى قادرة على احتواء نفسها. مرتبكة من وصول هذا المنافس غير المتوقع ، تتوجه إلى حوض الاستحمام للعثور على ريتو ، بعد أن تهمس كيرارا المظلمة في أذنها للقيام بخطوة و إلا ستسرقه شيكو منها |                             |                         |                 |
| 8 | وحش طاقة الشهوة             | Hナジー☆モンスター      | 29 أغسطس 2020   |
| |                             |                         |                 |
| 9 | افتتاح موسم شاطئ هاداكانا   | 肌金海岸海開き          | 5 سبتمبر 2020   |
| تقرر الإدارة العامة للإكسيروز منح ريتو و فريق ساتياما إجازة كمكافاءة لهم على عملهم الدؤوب في إنقاذ الأرض على أحد الشواطئ الفاخرة ، ولكن عند وصولهم ، يكتشفون أن الشاطئ مغطى بخيار البحر المريب. فيحبط ذلك أمال ريتو و الفتيات في الذهاب للسباحة ، يعود الفريق إلى الفندق حيث يصطدمون بأعضاء بفرع طوكيو ، الذين وصلوا لإبادة خيار البحر ، وينتهي بهم الأمر بمساعدتهم في الإبادة. يطلب توما تايغا ، العضو الذكر الوحيد في فرع طوكيو ، من ريتو أن يصبح معلمه. ويقول توما إنه معجب بريتو و قوته الكبيرة . |                             |                         |                 |
| 10 | الكيراراتين                 | 二人の雲母              | 12 سبتمبر 2020  |
| يزور فرعا سايتاما وطوكيو مدينة أكيهابارا حتى يتمكن أعضاء الفريقين من التعرف على بعضهم البعض بشكل أفضل. تصبح شيكو يائسة من الإقتراب من ريتو الذي لا يفكر سوى في كيرارا ، لذلك تقترح أن شيكو أن ينقسم الأعضاء إلى مجموعتين ليغطوا منطفة أوسع ستكشاف المنطقة. في حين أن كل شخص لديه دوافع مختلفة ، فإنهم يلعبون لعبة مقص الورق الصخري لتحديد أعضاء كل مجموعة. تضم مجموعة يونا مايهيمي وسورا وريتو وتوما ، بينما تتكون مجموعة موينا من موموكا وكيرارا وشيكو. تستمتع مجموعة يونا بجولة سياحية صحية في أكيهابارا ، بينما تتوجه مجموعة موينا إلى ... |                             |                         |                 |
| 11 | الوداع يا إكسيزروس          | バイバイ、 エグゼロス   | 19 سبتمبر 2020  |
| |                             |                         |                 |
| 12 | معركة إكسيزروس              | 決戦！ エグゼロス       | 26 سبتمبر 2020  |
| |                             |                         |                 |

#### الحلقات الخاصة
و تم نشر الأوفا الأولى مع المجلد الحادي عشر للمانجا، و الذي صدر في 4 نوفمبر 2020 .  تم نشر أوفا أخرى مع المجلد الثاني عشر و الأخير للمانجا، و الذي تم إصداره في 4 مارس 2021 . 
| ترتيب الحلقات                                    | عنوان الحلقة بالعربية     | عنوان الحلقة باليابانية | تاريخ بث الحلقة |
| ------------------------------------------------ | ------------------------- | ----------------------- | --------------- |
| اوفا رقم 1                                       | المتناقضين                | 二人のアマノジャク      | 4 نوفمبر 2020   |
| اوفا رقم 1                                       |                           |                         |                 |
| اوفا رقم 1                                       | رويتن سورا تينكوجي اليومي | 天空寺宙の日常          | 4 نوفمبر 2020   |
| اوفا رقم 1                                       |                           |                         |                 |
| اوفا رقم 1                                       | خُطة بطل البشرية الشاملة   | 人類総HERO計画          | 4 نوفمبر 2020   |
| اوفا رقم 1                                       |                           |                         |                 |
| أوفا رقم 2                                       | بذلة أبطال الإكسيزرو      | XEROスーツ・改          | 4 مارس 2021     |
| يحاول غو أونو إيجاد طريقة لجعل أبطال فريق ساتيما |                           |                         |                 |